# François Jollivet-Castelot
François Jollivet-Castelot né à Douai le 8 juillet 1874 et mort à Bourganeuf le 22 avril 1937 dans un accident de voiture, est un occultiste et alchimiste français. 
Promoteur de l'hyperchimie, discipline associant la métaphysique à la chimie opérative, il a enseigné l'hylozoïsme, doctrine moniste selon laquelle la matière, l'âme, la vie et l'énergie ne font qu'un ; tout dans la nature évoluant et se transformant sans cesse.
François Jollivet-Castelot a été influencé profondément par l'œuvre de Charles Fourier et par le communisme chrétien.

## Biographie
François Marie Paul Georges Jollivet-Castelot naît dans une famille bourgeoise. Son père François Marie Antoine Jollivet-Castelot, né le 29 juillet 1840, à Vannes, meurt le 9 février 1880, à Hyères, à 39 ans, après avoir été vice-consul à Beyrouth puis à Liverpool ; il est l'auteur de Trois semaines en Palestine paru en 1878. Sa mère Clémentine Marie Pauline Jodocius est née, le 13 juillet 1846, à Douai où elle meurt en 1921. Son grand-père François-Marie Jollivet-Castelot, né en 1821, a été maire de Vannes en 1852, et député du Morbihan de la majorité dynastique au Corps législatif, de 1852 à 1854, date de sa mort.
Proche du courant fin de siècle rosicrucien, François Jollivet-Castelot, créateur et président de la Société alchimique de France[réf. nécessaire], fonde et dirige les revues L'Hyperchimie (d'août 1896 à avril 1900) qui devient L'Hyperchimie - Rosa Alchemica,  Rosa Alchemica, Les Nouveaux Horizons de la science et de la pensée et enfin La Rose+Croix, jusqu'à sa mort en 1937. Il participe aux revues martinistes L'Initiation, Le Voile d'Isis, et fréquente les milieux occultistes parisiens de la Belle Époque, se lie à Papus, Stanislas de Guaita, Alexandre Saint-Yves d'Alveydre. Il échange une correspondance avec l'écrivain suédois August Strindberg qui devient son disciple, lors de son séjour à Paris en 1895. Ces lettres seront éditées en 1912, sous le titre de Bréviaire alchimique.
En 1904, dans sa revue Horizons de la science et de la pensée, il développe ses idées de « socialisme rationnel », sorte de christianisme libéral. 
En 1920, il fait paraître Le Destin, ou les Fils d'Hermès, roman ésotérique, un récit autobiographique où, à l'aune des dévastations de la Grande Guerre, il fait le point sur son cheminement intérieur, sur ses recherches ésotériques, ses engagements et ses rencontres avec les personnalités occultisantes de son époque.
Après l'incendie, en 1924, de son hôtel particulier de la rue Saint-Jean à Douai, quoique son laboratoire d'alchimiste ait été épargné, il s'installe à Sin-le-Noble puis à Clairac dans le Lot-et-Garonne.
En décembre 1925, François Jollivet-Castelot affirme être parvenu à fabriquer de l'or à partir de l'argent. Il a toujours demandé que ses travaux soient vérifiés par les plus hautes instances scientifiques de l'époque. Mais, malgré son amitié avec Marcellin Berthelot, il s'est toujours heurté à leur refus.
En 1937, François Jollivet-Castelot trouve la mort dans un accident de voiture, il est inhumé à Douai dans le caveau familial.

## Politique
François Jollivet-Castelot est membre de la Société chimique du Nord de la France, de la Société Astronomique de France, et du Groupe indépendant d’Études ésotériques.
Très influencé par l'œuvre de Charles Fourier, François Jollivet-Castelot adhère en 1920, après le Congrès de Tours, à la Section française de l'Internationale communiste (SFIC), et publie plusieurs fascicules engagés comme L’Idée communiste en 1922, Le Communisme spiritualiste en 1925, Jésus et le Communisme en 1926, exprimant sa foi dans un idéal de communisme spiritualiste. Ce spiritualisme et ses idées anarchisantes le font exclure du SFIC.
A.R. Königstein note son antifascisme.

## Œuvres
- L'Âme et la Vie de la matière (1893), essai de physiologie chimique.
- L'Alchimie (novembre 1895) Paris : édition du Mercure de France. Lire en ligne sur la BNAM
- L’Hylozoïsme, l’alchimie, les chimistes unitaires (introduction de Sédir) (1896).
- Comment on devient alchimiste - traité d'hermétisme et d'art spagyrique basé sur les clefs du tarot F. Jollivet-Castelot, ... ; préface de  Gérard Encausse (Papus) (1897)  Paris, Chamuel. . Lire en ligne sur la BNAM.
- Les Sciences maudites (1900)[5], avec Paul Redonnel et Paul Ferniot
- Le Grand Œuvre alchimique (1901) [6]. Lire en ligne sur la BNAM
- La Vie et l'Âme de la matière (1902)
- La Science alchimique (1904)
- Nouveaux Évangiles : le christianisme libéral, la tradition occulte, métaphysique de l'hermétisme, l'Europe et la Chine, finis Latinorum, Chacornac, 1905[7]
- Le Livre du trépas et de la renaissance (1905), « théorie d'une théodicée naturaliste ».
- Sociologie et Fourièrisme (1908)
- La Synthèse de l'or. L'unité et la transmutation de la matière (1909). Lire en ligne sur la BNAM
- La Médecine spagyrique, Oswald Crollius, Joseph Du Chesne, Jean d’Aubry, avec la réédition intégrale du Traité des Signatures et Correspondances de Crollius (1912)
- Croquis scientifiques et philosophiques (1912)
- Trilogie astronomique (1912)
- Au Carmel, roman mystique  (1920) Paris, Bibliothèque Chacornac.
- Le Destin, ou les Fils d'Hermès, roman ésotérique (1920) Paris, Bibliothèque Chacornac.
- Natura mystica ou le Jardin de la fée Viviane (1920)
- L’Idée communiste (1922)
- La Révolution chimique et la Transmutation des métaux (1925). Lire en ligne sur la BNAM.
- Le Communisme spiritualiste (1925) Édition de la « Rose † Croix ».
- Jésus et le Communisme (1926) Édition de la Rose+Croix
- La Fabrication chimique de l’or. Procédés Jollivet Castelot (1928)
- Études d’Hyperchimie : chimie et alchimie (1928). Lire en ligne sur la BNAM
- Essai de synthèse des sciences occultes (1928) Paris, libr. critique E. Nourry.
- Principes d’économie sociale non matérialiste (1928)
- Nature corpus Dei : la religion de la science et la science de la religion : Esquisse d’une théodicée naturaliste (1933)
- La Loi de l'histoire (1933)

## Littérature
En mai 2013 a été publié aux Éditions Engelaere La Loge des Âmes roman dans lequel François Jollivet-Castelot est le personnage clé d'une intrigue se déroulant à Douai (voir le site de l'éditeur : www.engelaere-editions.com).
- Zagam Milek, La Loge des âmes : roman, Douai, Engelaere éditions, 2013, 192 p. (ISBN 978-2-917621-24-0, présentation en ligne)